# Stacy (Sängerin)
Stacy ist eine französische Zouk-Sängerin, die aus Martinique stammt. Sie singt auf Französisch und Kreolisch.

## Leben
Stacy wuchs in Fort-de-France auf, auf der Insel Martinique in der Karibik, die zu Frankreich gehört. Mit ihrem Vater, der in den 1990er Jahren auch ein Zouk-Sänger war, war sie bereits als kleines Kind im Studio.
2014 erschien Et sans toi als erste Single. Die Zusammenarbeit mit DJ Creeks MX wurde auf den Französischen Antillen und in Guyana ein Hit. Das offizielle Video wurde auf YouTube mehr als zehn Millionen Mal angeschaut. Weitere Hiterfolge in der Region folgten. In Frankreich wurde sie durch Auftritte im Fernsehen, unter anderem auf France 2 und auf France 24, sowie Konzerte wie Le Paris des Arts en Martinique und im Olympia bekannt.
Bei den BET Awards 2020 war sie als Best International Act nominiert, außerdem trat sie bei den Soul Train Music Awards im gleichen Jahr auf.
Stacy steht bei Aztec Musique unter Vertrag; 2020 erschien dort ihr Debütalbum Sous ma plume.

## Diskografie

### Alben
- 2020: Sous ma plume (Aztec Musique)

### EPs
- 2022: Rayi mwen
- 2022: Rayi mwen EP 2

### Singles
- 2013: Et sans toi
- 2014: Fly Away
- 2015: Overdose
- 2017: Être aimée
- 2017: Prends le temps
- 2018: Et sans toi
- 2019: Ton Silence
- 2020: Fwisson